# Боги, гробницы, учёные
«Боги, гробницы и учёные» (нем. Götter, Gräber und Gelehrte) — классическая научно-популярная книга К. В. Керама, посвящённая истории развития археологии. Книга была впервые опубликована в 1949 году, с тех пор была переведена более чем на 28 языков и издана общим тиражом более 10 млн экземпляров. Неоднократно переиздавалась и на русском.

## Содержание
Автор книги Курт Марек (под псевдонимом К. В. Керам) в увлекательной и доступной для неспециалиста форме описывает наиболее значимые истории о знаменитых археологах и исследователях и волнующих находках, сделанных ими при раскопках тех или иных археологических объектов. Книга делится на четыре большие части. В первой («Книга статуй») рассказывается о зарождении археологии в связи с раскопками Помпей, а также о раскопках Трои и Микен, подтвердивших гипотезу Генриха Шлимана о том, что «Илиада» Гомера является достоверным историческим источником. Последующие части посвящены открытиям, связанным с древними цивилизациями в Египте («Книга пирамид»), Месопотамии («Книга башен») и Мезоамерике («Книга ступеней»).

## История создания
Своим интересом к археологии и её тайнам автор обязан своей юности и учёбе в гимназии. Впоследствии он получил специальную подготовку в качестве издательского работника в берлинском издательстве «Йозеф Зингер», а также учился Университете Лессинга и Берлинском университете. После теоретического обучения он посвятил себя историческим, литературным и художественным исследованиям, а также работал журналистом. Сотрудничал с прессой и радио в Берлине — как литературный, кино- и театральный критик газет «Берлинер Бёрсен Курир» и «Берлинер Бёрсен Цайтунг». В 1938 году Курт Марек был мобилизован в Вермахт.
После окончания войны и в результате многолетней обработки огромного количества материала Марек опубликовал в 1949 году под псевдонимом К. В. Керам в издательстве «Ровольт» свой труд по истории археологии «Боги, гробницы, учёные». В 1954 году вышел второй том «Боги, гробницы, учёные в картинках», а в 1966 году за ним последовал третий том «Боги, гробницы, учёные в документах».